# Colonialismo y genocidio

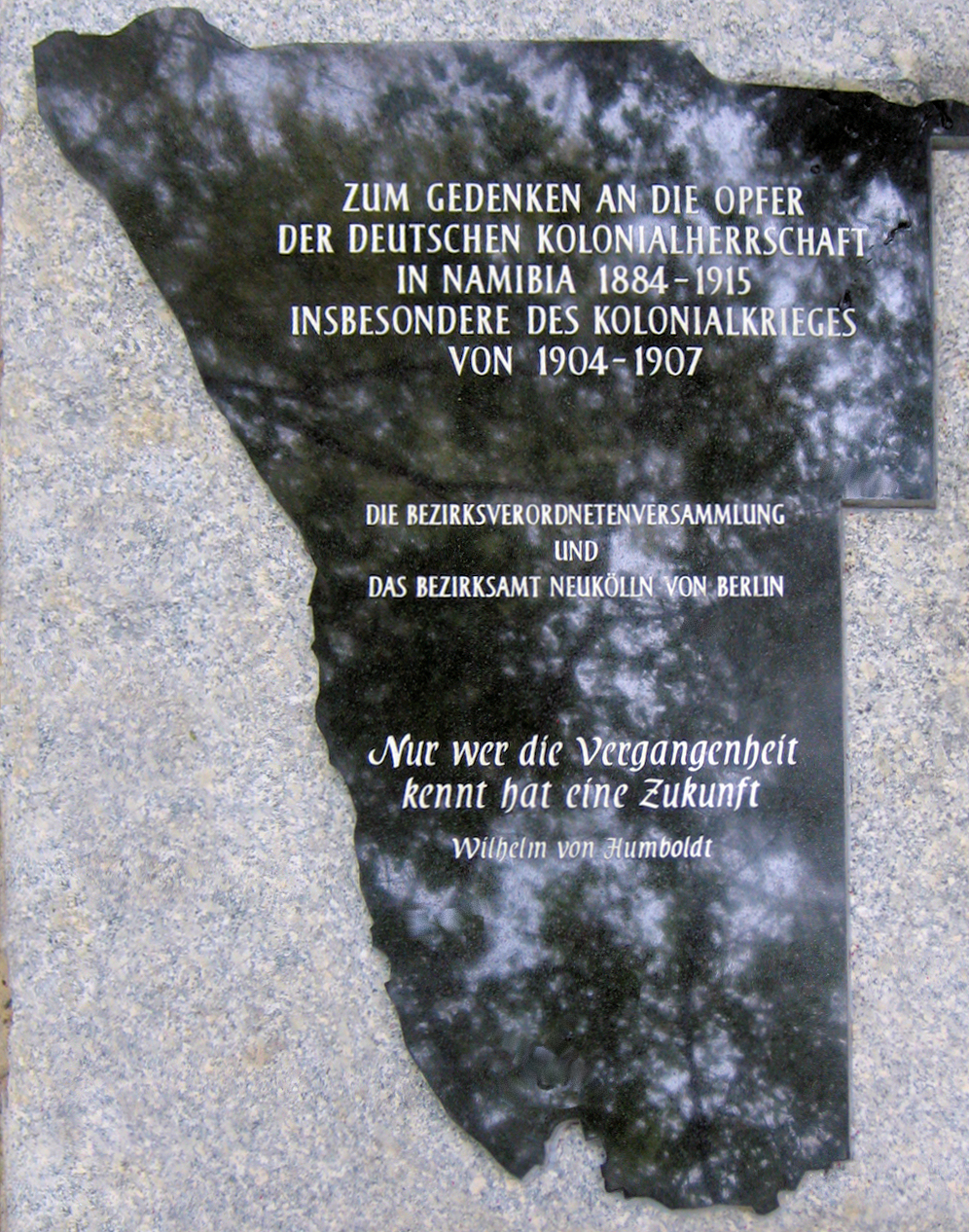
Memorial en Berlín-Neukölln a las víctimas del genocidio herero y namaqua perpetrado por el Imperio alemán contra los pueblos herero y nama de Namibia.

La conexión entre colonialismo y genocidio ha sido explorada en la investigación académica. Según el historiador Patrick Wolfe, «la cuestión del genocidio nunca está lejos de las discusiones sobre el colonialismo de colonos». Los historiadores han comentado que aunque el colonialismo no necesariamente implica directamente genocidio, las investigaciones sugieren que los dos comparten una conexión.
El colonialismo se ha reforzado durante varios períodos de la historia, incluso durante épocas progresistas como la Ilustración, un período en la historia de la Europa de los siglos XVII y XVIII que estuvo marcado por la dedicación a las reformas progresistas, cambiaron las jerarquías sociales naturales. Los europeos que eran educados, blancos y nativos fueron considerados de clase alta y menos educados. Los no europeos eran considerados de clase baja. Estas jerarquías naturales fueron reforzadas por progresistas como el Marqués de Condorcet, matemático francés, que creía que los esclavos eran salvajes por su falta de prácticas modernas, a pesar de que defendía la abolición de la esclavitud. Primero que todo, el proceso de colonización suele funcionar para atacar los hogares de quienes están siendo colonizados. Normalmente, las personas que fueron sometidas a prácticas colonizadoras fueron retratadas como carentes de modernidad, porque los colonos y ellos supuestamente no tenían el mismo nivel de educación o tecnología.
El término genocidio fue acuñado en el siglo XX por Raphael Lemkin para describir el genocidio armenio, aunque se han cometido genocidios desde la Antigüedad.  Años más tarde, el término fue aceptado unánimemente por las Naciones Unidas y fue definido como una práctica internacionalmente ilegal como parte de la Resolución 96 de 1946. Existen varias definiciones de genocidio. Sin embargo, la Convención sobre Genocidio ha definido el genocidio como «actos cometidos con la intención de destruir, total o parcialmente, a un grupo nacional, étnico, racial o religioso». Es importante señalar que todas las definiciones de genocidio involucran la etnia, la raza o la religión como factor de motivación.
Se cita el ejemplo de Tasmania, donde los colonos europeos exterminaron a los indígenas de Tasmania, un hecho que es genocidio por definición y también un resultado del colonialismo de los colonos. Además, a continuación se citan casos de colonialismo y genocidio en California y La Española. El caso de California hace referencia a la colonización y genocidio de tribus indígenas por parte de euroamericanos durante el período de la fiebre del oro.

## Ejemplos investigados de genocidio vinculados al colonialismo
- Otro ejemplo de colonialismo y genocidio es el genocidio que se cometió contra la tribu taína en La Española después de la llegada de Cristóbal Colón y otros colonizadores españoles. Colón y su tripulación llegaron a la isla de Haití en diciembre de 1492. Inicialmente dejando atrás a 39 españoles, Colón se fue y un año después regresó con más españoles para completar su conquista de la República Dominicana. No hay cifras exactas de cuántos taínos habitaban La Española cuando Colón llegó a ella. Sin embargo, se estima que el número de taínos que vivían en La Española era de al menos cientos de miles y puede haber llegado a un millón o más. Sin embargo, durante los 25 años en que los españoles colonizaron las islas Hispaniola, los taínos fueron asesinados, sometidos a esclavitud, y para el año 1514, sólo 32.000 taínos seguían vivos.[6]
- Guerra Negra de Tasmania, décadas de 1820 a 1832. Esta fue una guerra de guerrillas librada entre colonos europeos y aborígenes de Tasmania, que resultó en la muerte de casi 900 aborígenes locales y la casi extinción de la población aborigen de la isla. [4]
- Según Jack Norton, un estudioso de los hupa y cherokee, la colonización de California se atribuyó al Destino Manifiesto, y el éxito de los colonizadores europeos en Occidente se atribuyó al genocidio de los pueblos indígenas.[7] En un movimiento patrocinado por los colonizadores hacia California, los europeos emigraron al oeste para colonizar aún más el continente norteamericano debido al descubrimiento de oro en California. Al llegar, Brendan Lindsay, un científico del comportamiento estadounidense, señala que el grupo euroamericano se encontró con casi 150.000 tribus indígenas, y los colonizadores trabajaron para ahuyentarlas, asesinarlas o hacer que milicianos o fuerzas de vigilancia las reunieran. Cuando terminó la fiebre del oro y los colonizadores euroamericanos comenzaron a cultivar la tierra y crear la democracia en California, el trato a las tribus indígenas empeoró mucho. El primer gobernador de California, Peter H. Burnett, declaró que debía librarse una «guerra de exterminio» contra los pueblos indígenas. La guerra fue relatada por numerosos periódicos que se publicaban en aquella época.[5]